# Patička (informatika)
Patička (anglicky trailer, footer)
je v informatice označení pro doplňující data, která jsou umístěna za konec vlastních přenášených nebo ukládaných dat. Mohou obsahovat doplňující informace (metadata), která se vážou k vlastním předcházejícím datům, například kontrolní součet, pokyn pro zpracování dat, případně pouze prosté ukončení dat (např. nulový znak ukončující textový řetězec).
Při přenášení dat je první část označována jako hlavička, následují vlastní data (datový obsah) a za nimi pak je patička. Patička je obvykle speciálně formátována, aby bylo usnadněno její parsování. Chybí-li patička nebo není čitelná, není obvykle zpracování vlastních přenášených dat možné.